# 21257 Jižní Čechy
21257 Jižní Čechy è un asteroide della fascia principale. Scoperto nel 1996, presenta un'orbita caratterizzata da un semiasse maggiore pari a 2,9448568 UA e da un'eccentricità di 0,0169563, inclinata di 12,74054° rispetto all'eclittica.